# Zieger (Wiesenfelden)
Zieger (historisch bis um 1970 Zigger) ist ein Gemeindeteil von Wiesenfelden und ein Weiler im niederbayerischen Landkreis Straubing-Bogen.

## Geographische Lage
Zieger liegt im Falkensteiner Vorwald, etwa 22 Kilometer nördlich von Straubing, gut einen Kilometer westlich von Zinzenzell und rund vier Kilometer nördlich von Wiesenfelden auf der Gemarkung Zinzenzell.

## Geschichte

### Ortsgeschichte
Das bayerische Urkataster zeigt die Zigaoedgaerten in den 1810er Jahren als ein möglicherweise gegen Wildverbiss abgezäuntes Gebiet für Sonderkulturen („Ziehgärten“) mit zwei Brunnen. Ab den 1880er Jahren ist auf alten Karten dort erstmals ein Gehöft mit drei Gebäuden erkennbar. Um 1955 wurde die Ansiedelung als Zigger kartiert; die Schreibweise hat sich in der Fortschreibung dann in den 1980er Jahren aber wohl zu Zieger gewandelt.
Bis zur Gemeindegebietsreform war Zieger ein Ortsteil der Gemeinde Zinzenzell, die bis 1972 zum Landkreis Bogen, danach zum Landkreis Straubing-Bogen gehörte. Zum 1. Mai 1978 wurde die Gemeinde aufgelöst, Zieger kam zur Gemeinde Wiesenfelden.

### Einwohnerentwicklung
Für Zieger wurden in den Jahren 1885 bis 1987 stets drei Wohngebäude festgestellt, die Einwohnerzahl des Ortes schwankte zwischen 6 und 20:
- 1871 = 07 Einwohner[1]
- 1885 = 19 Einwohner[8]
- 1900 = 20 Einwohner[9]
- 1925 = 11 Einwohner[10]
- 1950 = 16 Einwohner[11]
- 1961 = 09 Einwohner[12]
- 1970 = 06 Einwohner[2]
- 1987 = 14 Einwohner[13]

## Kirche
Zieger ist in die römisch-katholische Expositur Zinzenzell im Dekanat Bogenberg-Pondorf im Bistum Regensburg eingepfarrt. Der Ort gehört außerdem zur evangelischen Gemeinde der Christuskirche in Straubing im Dekanat Regensburg, Kirchenkreis Regensburg, innerhalb der Evangelisch-Lutherischen Kirche in Bayern.

## Verkehr
Zieger ist von Zinzenzell aus über eine Nebenstraße erreichbar. Eine weitere Nebenstraße verläuft durch den Weiler, die Mittnach mit Ebenhof und Geraszell verbindet.